# Victor Kraatz
Victor Kraatz (* 7. April 1971 in Berlin) ist ein ehemaliger kanadischer Eiskunstläufer, der im Eistanz startete.
Victor Kraatz begann im Alter von neun Jahren mit dem Eislaufen. Er wurde in West-Berlin geboren, wuchs in der Schweiz auf und wanderte später nach Kanada aus. In der Schweiz wurde er Eistänzer und lief zusammen mit der Schweizerin Analisa Beltrami. Nachdem er nach Kanada gekommen war, wurde Taryn O’Neill seine Eistanzpartnerin. Ab dem 20. April 1991 bis zum Ende der Eislaufkarriere lief Victor Kraatz mit Shae-Lynn Bourne. Das Eistanzpaar hatte nacheinander mehrere Trainer, Josée Picard, Eric Gillies, Tatjana Tarassowa, Natalja Dubowa, Uschi Keszler, Marina Klimowa und Sergei Ponomarenko sowie Nikolai Morosow. Victor Kraatz startete für den CPA Boucherville. Zum Ende ihrer Amateurkarriere trainierten Bourne und Kraatz in Newington, Connecticut.
1993 wurden Bourne und Kraatz zum ersten Mal kanadische Eistanzmeister und debütierten bei Weltmeisterschaften. 1996 gewannen sie mit Bronze ihre erste Weltmeisterschaftsmedaille. Das gleiche Ergebnis erreichten sie auch 1997, 1998 und 1999. 1999 gewannen sie in Halifax die erstmals ausgetragenen Vier-Kontinente-Meisterschaften. Dies gelang ihnen 2001 und 2003 erneut. 2002 wurden sie Vize-Weltmeister und 2003 in Washington schließlich Weltmeister. Es war der erste WM-Titel im Eistanz für ein kanadisches und nordamerikanisches Paar überhaupt. Dreimal nahmen Bourne und Kraatz an Olympischen Spielen teil, jedoch ohne eine Medaille zu gewinnen. 1994 belegten sie den zehnten Platz und 1998 sowie 2002 wurden sie Vierte. Nach dem Gewinn der Weltmeisterschaft beendeten sie 2003 ihre Wettkampfkarriere.
Bourne und Kraatz wurden insgesamt zehnmal kanadische Meister und gewannen sechsmal beim Grand-Prix-Wettbewerb Skate Canada, womit sie jeweils Rekordsieger sind. Zweimal waren sie beim Grand-Prix-Finale siegreich.
Am 19. Juni 2004 heiratete Kraatz die finnische Eistänzerin Maikki Uotila. Gemeinsam arbeiten sie als Trainer in Vancouver. Das Paar hat zwei Söhne (geboren 2006 und 2010).

## Ergebnisse

### Eistanz
(mit Shae-Lynn Bourne)
| Wettbewerb / Jahr               | 1993  | 1994  | 1995  | 1996  | 1997  | 1998  | 1999  | 2000  | 2001  | 2002  | 2003  |
| ------------------------------- | ----- | ----- | ----- | ----- | ----- | ----- | ----- | ----- | ----- | ----- | ----- |
| Olympische Winterspiele         |       | 10.   |       |       |       | 4.    |       |       |       | 4.    |       |
| Weltmeisterschaften             | 14.   | 6.    | 4.    | 3.    | 3.    | 3.    | 3.    |       | 4.    | 2.    | 1.    |
| Vier-Kontinente-Meisterschaften |       |       |       |       |       |       | 1.    |       | 1.    |       | 1.    |
| Kanadische Meisterschaften      | 1.    | 1.    | 1.    | 1.    | 1.    | 1.    | 1.    |       | 1.    | 1.    | 1.    |
| –                               |       |       |       |       |       |       |       |       |       |       |       |
| Grand-Prix-Wettbewerb / Saison  | 92/93 | 93/94 | 94/95 | 95/96 | 96/97 | 97/98 | 98/99 | 99/00 | 00/01 | 01/02 | 02/03 |
| Grand-Prix-Finale               |       |       |       |       | 4.    | 1.    | 2.    |       | 5.    | 1.    |       |
| Skate America                   |       |       |       |       |       |       |       |       | 3.    |       | 1.    |
| Skate Canada                    | 6.    | 3.    | 1.    | 1.    | 1.    | 1.    | 1.    |       |       | 1.    |       |
| Trophée Eric Bompard            |       |       |       |       |       |       |       |       |       | 2.    |       |
| Cup of Russia                   |       |       |       |       |       |       |       | 2.    |       |       |       |
| NHK Trophy                      |       |       |       | 2.    |       | 2.    | 1.    |       |       |       |       |
| Bofrost Cup on Ice              |       | 5.    |       |       | 2.    |       | 2.    |       | 3.    |       |       |

- Z = Zurückgezogen